# 李元吉 (堂邑)
李元吉（1471年—？年），字守正，山東東昌府堂邑縣人，軍籍，明朝政治人物。

## 生平
山東鄉試第三名舉人。弘治十五年（1502年）中式壬戌科三甲第十六名進士。

## 家族
曾祖李廣；祖父李福；父李雄，通判。母陳氏。